# Хрватски комитет
Хрватски комитет је била хрватска организација, основана 1919. године у Аустрији, која се противила постојању Краљевства Срба, Хрвата и Словенаца.
Хрватски комитет су у Грацу основали Хрвати од којих су многи били бивши војници и генерали Аустроугарске војске и чланови Странке права. Неки од знаменитијих чланова комитета су били: Стјепан Саркотић, Стјепан Дуић, Иво Франк и други. Иво Франк је од маја 1919. учествовао у раду „Хрватског комитета” као предсједник и на тој дужности је остао све до 1929. године. Према записима Франкове супруге Аглаје, коначни циљ Комитета је био стварање самосталне Хрватске, самосталне Црне Горе и прикључење данашње Војводине Мађарској. Власти Краљевине СХС су 1921. године ухапсиле четрнаест праваша, међу њима Анту Павелића, Иву Пилара и Милана Шуфлаја. Сви су били оптужени и изведен пред суд због наводних веза с Хрватским комитетом. Оптуженици су осуђени на различите казне од неколико мјесеци до дванаест година затвора. Иво Франк је у почетку рачунао на италијанску подршку Хрватском комитету у остваривању циљева. Краљевина Италија је отворено наступила према Хрватском комитету, али се није упуштала у давање веће помоћи. Неуспјеси су изазвали сукобе у Комитету, који су завршили и његовим сломом. Размјена критика о начину вођења тактике потпуно је посвађала водеће особе. Франк је ушао у спор са Дуићем, а који је завршио и оружаним сукобом.